# Piotr Mierzwa
Piotr Sylwester Mierzwa (ur. 31 października 1980) – polski poeta, eseista, tłumacz i działacz społeczny.

## Życiorys
W okresie szkolnym stypendysta Krajowego Funduszu na rzecz Dzieci. Uczęszczał do VI Liceum Ogólnokształcącego im. Adama Mickiewicza w Krakowie, a następnie do UWC Atlantic College w Llantwit Major w Walii, gdzie zdał maturę międzynarodową.
W 2008 roku ukończył studia anglistyczne na Uniwersytecie Jagiellońskim. W latach 2001–2004 był prezesem Jagiellonian University Students' English Society. W 2003 roku studiował w ramach stypendium na University of Northern Iowa.
Opublikował dwanaście książek poetyckich, w tym debiutanckie tomy mały (Oficyna Literacka: Kraków 1997) i Gościnne morze (Zielona Sowa: Kraków 2005) oraz zbiór esejów Próby bycia wariatem i inne możliwości ponoszenia porażki we współczesnej Polsce.
Publikował w czasopismach drukowanych i internetowych (m.in. w Dwutygodniku, Helikopterze, Kontencie, Stonerze polskim, Wydawnictwie J) oraz w antologiach zagranicznych (Anthologia#2, off_press publishing: London 2010, przekład własny; Poesía a contragolpe. Antología de poesía polaca contemporánea (autores nacidos entre 1960 y 1980), PUZ: Zaragoza 2012), wiersze po polsku i w przekładzie na angielski, hiszpański, kataloński i szwedzki.
Udzielał się również społecznie na rzecz świadomości zdrowia psychicznego i przeciwko stygmatyzacji osób chorych psychicznie w Polsce. W latach 2003–2007 był wolontariuszem organizacji L’Arche, tłumacząc jej spotkania i warsztaty.
Mieszka w Krakowie.
Prowadził bloga literackiego snubrata.

## Twórczość (wybór)
- mały (Oficyna Literacka: Kraków 1997);
- Gościnne morze (Zielona Sowa: Kraków 2005);
- Zapowiedzi (2013);
- Życia, zgłoski (potrzeba miłości). Wiersze zebrane z lat 2010–2014;
- janíe (Convivo: Warszawa 2022);
- Wiersze. Wybór, w wyborze i z posłowiem Anny Matysiak (Convivo: Warszawa 2022).

Opracowano na podstawie materiału źródłowego.